# Vuelta a Dinamarca 2024
La 33.ª edición de la Vuelta a Dinamarca fue una carrera de ciclismo en ruta por etapas que se celebró en Dinamarca entre el 14 y el 18 de agosto de 2024 sobre un recorrido de 742,8 kilómetros dividido en 5 etapas, con inicio en la ciudad de Holstebro y final en la ciudad Bagsværd.
La prueba perteneció al UCI ProSeries 2024, dentro de la categoría 2.Pro, y fue ganada por el belga Arnaud De Lie del Lotto Dstny. Completaron el podio, como segundo y tercer clasificado respectivamente, los daneses Magnus Cort del Uno-X Mobility, y Anders Foldager de la selección nacional de Dinamarca.

## Equipos participantes
Tomaron parte en la carrera 19 equipos: 3 de categoría UCI WorldTeam invitados por la organización, 8 de categoría UCI ProTeam, 7 de categoría Continental y la selección nacional de Dinamarca. Formaron así un pelotón de 133 ciclistas de los que acabaron 118. Los equipos participantes fueron:
| WorldTeams (3)- Alpecin-Deceuninck - Team dsm-firmenich PostNL - UAE Team Emirates ProTeams (8)- Team Flanders-Baloise - Lotto Dstny - Team Novo Nordisk - Q36.5 Pro Cycling Team - TDT-Unibet - Tudor Pro Cycling Team - Uno-X Mobility - VF Group-Bardiani CSF-Faizané Equipos continentales (7)- Airtox-Carl Ras - BHS-PL Beton Bornholm - ColoQuick - Team Coop-Repsol - Lidl-Trek Future Racing - Mazowsze Serce Polski - Parkhotel Valkenburg Equipo nacional- Dinamarca |
| |

## Recorrido
La Vuelta a Dinamarca dispuso de cinco etapas para un recorrido total de 736,3 kilómetros, dividido en cuatro etapas en línea y una contrarreloj individual.
| Etapa     | Fecha     | Recorrido               | type                     | Distancia (km) | Desnivel (m) | Ganador                   | Líder                |
| --------- | --------- | ----------------------- | ------------------------ | -------------- | ------------ | ------------------------- | -------------------- |
| 1.ª etapa | 14 de ago | Holstebro – Holstebro   | contrarreloj por equipos | 13,7           | 61 m         | Team dsm-firmenich PostNL | Tobias Lund Andresen |
| 2.ª etapa | 15 de ago | Ringkøbing – Vejle      | etapa escarpada          | 231,3          | 2000 m       | Magnus Cort               | Arnaud De Lie        |
| 3.ª etapa | 16 de ago | Kolding – Haderslev     | etapa llana              | 156,1          | 1300 m       | Tobias Lund Andresen      | Arnaud De Lie        |
| 4.ª etapa | 17 de ago | Store Heddinge – Holbæk | etapa llana              | 177,7          | 1200 m       | Jelte Krijnsen            | Arnaud De Lie        |
| 5.ª etapa | 18 de ago | Roskilde – Bagsværd     | etapa llana              | 157,5          | 900 m        | Tobias Lund Andresen      | Arnaud De Lie        |

### 1.ª etapa
| Holstebro - Holstebro | contrarreloj por equipos | (13,7 km) |

| \| Clasificación de la etapa \| Clasificación de la etapa \| Clasificación de la etapa \| Clasificación de la etapa \| Clasificación de la etapa \| \| Ciclista \| Ciclista \| Equipo \| Tiempo \| \| \| ------------------------- \| ------------------------- \| ------------------------- \| ------------------------- \| ------------------------- \| \| 1.º \| Team dsm-firmenich PostNL \| \| 14 min 31 s \| \| \| 2.º \| UAE Team Emirates \| \| + 0 s \| \| \| 3.º \| Lotto Dstny \| \| + 3 s \| \| \| 4.º \| PostNord Landsholdet (DK) \| \| + 5 s \| \| \| 5.º \| ColoQuick \| \| + 6 s \| \| \| 6.º \| Uno-X Mobility \| \| + 7 s \| \| \| 7.º \| Q36.5 Pro Cycling Team \| \| + 14 s \| \| \| 8.º \| Airtox-Carl Ras \| \| + 16 s \| \| \| 9.º \| TDT-Unibet \| \| + 17 s \| \| \| 10.º \| Team Flanders-Baloise \| \| + 18 s \| \| |                           |        |             |
| |                           |        |             |
| Fuentes: ProCyclingStats Cycling Quotient |                           |        |             |
| Clasificación de la etapa |                           |        |             |
| Ciclista | Ciclista                  | Equipo | Tiempo      |
| 1.º | Team dsm-firmenich PostNL |        | 14 min 31 s |
| 2.º | UAE Team Emirates         |        | + 0 s       |
| 3.º | Lotto Dstny               |        | + 3 s       |
| 4.º | PostNord Landsholdet (DK) |        | + 5 s       |
| 5.º | ColoQuick                 |        | + 6 s       |
| 6.º | Uno-X Mobility            |        | + 7 s       |
| 7.º | Q36.5 Pro Cycling Team    |        | + 14 s      |
| 8.º | Airtox-Carl Ras           |        | + 16 s      |
| 9.º | TDT-Unibet                |        | + 17 s      |
| 10.º | Team Flanders-Baloise     |        | + 18 s      |

| \| Clasificación general \| Clasificación general \| Clasificación general \| Clasificación general \| Clasificación general \| \| Ciclista \| Ciclista \| Equipo \| Tiempo \| \| \| --------------------- \| ---------------------- \| ------------------------- \| --------------------- \| --------------------- \| \| 1.º \| Tobias Lund Andresen \| Team dsm-firmenich PostNL \| 14 min 31 s \| \| \| 2.º \| Johan Dorussen \| Team dsm-firmenich PostNL \| + 0 s \| \| \| 3.º \| Ivo Oliveira \| UAE Team Emirates \| + 0 s \| \| \| 4.º \| Frank van den Broek \| Team dsm-firmenich PostNL \| + 0 s \| \| \| 5.º \| Finn Fisher-Black \| UAE Team Emirates \| + 1 s \| \| \| 6.º \| Mikkel Norsgaard Bjerg \| UAE Team Emirates \| + 1 s \| \| \| 7.º \| Sjoerd Bax \| UAE Team Emirates \| + 1 s \| \| \| 8.º \| Jenno Berckmoes \| Lotto Dstny \| + 3 s \| \| \| 9.º \| Jasper De Buyst \| Lotto Dstny \| + 3 s \| \| \| 10.º \| Arnaud De Lie \| Lotto Dstny \| + 3 s \| \| |                        |                           |             |
| |                        |                           |             |
| Fuentes: ProCyclingStats Cycling Quotient |                        |                           |             |
| Clasificación general |                        |                           |             |
| Ciclista | Ciclista               | Equipo                    | Tiempo      |
| 1.º | Tobias Lund Andresen   | Team dsm-firmenich PostNL | 14 min 31 s |
| 2.º | Johan Dorussen         | Team dsm-firmenich PostNL | + 0 s       |
| 3.º | Ivo Oliveira           | UAE Team Emirates         | + 0 s       |
| 4.º | Frank van den Broek    | Team dsm-firmenich PostNL | + 0 s       |
| 5.º | Finn Fisher-Black      | UAE Team Emirates         | + 1 s       |
| 6.º | Mikkel Norsgaard Bjerg | UAE Team Emirates         | + 1 s       |
| 7.º | Sjoerd Bax             | UAE Team Emirates         | + 1 s       |
| 8.º | Jenno Berckmoes        | Lotto Dstny               | + 3 s       |
| 9.º | Jasper De Buyst        | Lotto Dstny               | + 3 s       |
| 10.º | Arnaud De Lie          | Lotto Dstny               | + 3 s       |

### 2.ª etapa
| Ringkøbing - Vejle | etapa escarpada | (231,3 km) |

| \| Clasificación de la etapa \| Clasificación de la etapa \| Clasificación de la etapa \| Clasificación de la etapa \| Clasificación de la etapa \| \| Ciclista \| Ciclista \| Equipo \| Tiempo \| \| \| ------------------------- \| ------------------------- \| ------------------------- \| ------------------------- \| ------------------------- \| \| 1.º \| Magnus Cort \| Uno-X Mobility \| 5 h 17 min 10 s \| \| \| 2.º \| Arnaud De Lie \| Lotto Dstny \| + 0 s \| \| \| 3.º \| Søren Kragh Andersen \| Alpecin-Deceuninck \| + 4 s \| \| \| 4.º \| Anders Foldager \| Dinamarca \| + 10 s \| \| \| 5.º \| Michael Gogl \| Alpecin-Deceuninck \| + 18 s \| \| \| 6.º \| Sean Flynn \| Team dsm-firmenich PostNL \| + 18 s \| \| \| 7.º \| Jenno Berckmoes \| Lotto Dstny \| + 27 s \| \| \| 8.º \| Matteo Trentin \| Tudor Pro Cycling Team \| + 31 s \| \| \| 9.º \| Frank van den Broek \| Team dsm-firmenich PostNL \| + 31 s \| \| \| 10.º \| Jelle Johannink \| TDT-Unibet \| + 57 s \| \| |                      |                           |                 |
| |                      |                           |                 |
| Fuentes: ProCyclingStats Cycling Quotient |                      |                           |                 |
| Clasificación de la etapa |                      |                           |                 |
| Ciclista | Ciclista             | Equipo                    | Tiempo          |
| 1.º | Magnus Cort          | Uno-X Mobility            | 5 h 17 min 10 s |
| 2.º | Arnaud De Lie        | Lotto Dstny               | + 0 s           |
| 3.º | Søren Kragh Andersen | Alpecin-Deceuninck        | + 4 s           |
| 4.º | Anders Foldager      | Dinamarca                 | + 10 s          |
| 5.º | Michael Gogl         | Alpecin-Deceuninck        | + 18 s          |
| 6.º | Sean Flynn           | Team dsm-firmenich PostNL | + 18 s          |
| 7.º | Jenno Berckmoes      | Lotto Dstny               | + 27 s          |
| 8.º | Matteo Trentin       | Tudor Pro Cycling Team    | + 31 s          |
| 9.º | Frank van den Broek  | Team dsm-firmenich PostNL | + 31 s          |
| 10.º | Jelle Johannink      | TDT-Unibet                | + 57 s          |

| \| Clasificación general \| Clasificación general \| Clasificación general \| Clasificación general \| Clasificación general \| \| Ciclista \| Ciclista \| Equipo \| Tiempo \| \| \| --------------------- \| ---------------------- \| ------------------------- \| --------------------- \| --------------------- \| \| 1.º \| Arnaud De Lie \| Lotto Dstny \| 5 h 31 min 38 s \| \| \| 2.º \| Magnus Cort \| Uno-X Mobility \| + 0 s \| \| \| 3.º \| Anders Foldager \| Dinamarca \| + 18 s \| \| \| 4.º \| Søren Kragh Andersen \| Alpecin-Deceuninck \| + 24 s \| \| \| 5.º \| Jenno Berckmoes \| Lotto Dstny \| + 33 s \| \| \| 6.º \| Frank van den Broek \| Team dsm-firmenich PostNL \| + 34 s \| \| \| 7.º \| Michael Gogl \| Alpecin-Deceuninck \| + 42 s \| \| \| 8.º \| Matteo Trentin \| Tudor Pro Cycling Team \| + 54 s \| \| \| 9.º \| Sean Flynn \| Team dsm-firmenich PostNL \| + 57 s \| \| \| 10.º \| Mikkel Norsgaard Bjerg \| UAE Team Emirates \| + 1 min 05 s \| \| |                        |                           |                 |
| |                        |                           |                 |
| Fuentes: ProCyclingStats Cycling Quotient |                        |                           |                 |
| Clasificación general |                        |                           |                 |
| Ciclista | Ciclista               | Equipo                    | Tiempo          |
| 1.º | Arnaud De Lie          | Lotto Dstny               | 5 h 31 min 38 s |
| 2.º | Magnus Cort            | Uno-X Mobility            | + 0 s           |
| 3.º | Anders Foldager        | Dinamarca                 | + 18 s          |
| 4.º | Søren Kragh Andersen   | Alpecin-Deceuninck        | + 24 s          |
| 5.º | Jenno Berckmoes        | Lotto Dstny               | + 33 s          |
| 6.º | Frank van den Broek    | Team dsm-firmenich PostNL | + 34 s          |
| 7.º | Michael Gogl           | Alpecin-Deceuninck        | + 42 s          |
| 8.º | Matteo Trentin         | Tudor Pro Cycling Team    | + 54 s          |
| 9.º | Sean Flynn             | Team dsm-firmenich PostNL | + 57 s          |
| 10.º | Mikkel Norsgaard Bjerg | UAE Team Emirates         | + 1 min 05 s    |

### 3.ª etapa
| Kolding - Haderslev | etapa llana | (156,1 km) |

| \| Clasificación de la etapa \| Clasificación de la etapa \| Clasificación de la etapa \| Clasificación de la etapa \| Clasificación de la etapa \| \| Ciclista \| Ciclista \| Equipo \| Tiempo \| \| \| ------------------------- \| ------------------------- \| ------------------------- \| ------------------------- \| ------------------------- \| \| 1.º \| Tobias Lund Andresen \| Team dsm-firmenich PostNL \| 3 h 16 min 59 s \| \| \| 2.º \| Arnaud De Lie \| Lotto Dstny \| + 0 s \| \| \| 3.º \| Magnus Cort \| Uno-X Mobility \| + 0 s \| \| \| 4.º \| Matteo Trentin \| Tudor Pro Cycling Team \| + 0 s \| \| \| 5.º \| Jelte Krijnsen \| Q36.5 Pro Cycling Team \| + 0 s \| \| \| 6.º \| Nicolò Parisini \| Q36.5 Pro Cycling Team \| + 0 s \| \| \| 7.º \| Søren Kragh Andersen \| Alpecin-Deceuninck \| + 0 s \| \| \| 8.º \| Rui Oliveira \| UAE Team Emirates \| + 0 s \| \| \| 9.º \| Aaron Van Poucke \| Team Flanders-Baloise \| + 0 s \| \| \| 10.º \| Sean Flynn \| Team dsm-firmenich PostNL \| + 0 s \| \| |                      |                           |                 |
| |                      |                           |                 |
| Fuentes: ProCyclingStats Cycling Quotient |                      |                           |                 |
| Clasificación de la etapa |                      |                           |                 |
| Ciclista | Ciclista             | Equipo                    | Tiempo          |
| 1.º | Tobias Lund Andresen | Team dsm-firmenich PostNL | 3 h 16 min 59 s |
| 2.º | Arnaud De Lie        | Lotto Dstny               | + 0 s           |
| 3.º | Magnus Cort          | Uno-X Mobility            | + 0 s           |
| 4.º | Matteo Trentin       | Tudor Pro Cycling Team    | + 0 s           |
| 5.º | Jelte Krijnsen       | Q36.5 Pro Cycling Team    | + 0 s           |
| 6.º | Nicolò Parisini      | Q36.5 Pro Cycling Team    | + 0 s           |
| 7.º | Søren Kragh Andersen | Alpecin-Deceuninck        | + 0 s           |
| 8.º | Rui Oliveira         | UAE Team Emirates         | + 0 s           |
| 9.º | Aaron Van Poucke     | Team Flanders-Baloise     | + 0 s           |
| 10.º | Sean Flynn           | Team dsm-firmenich PostNL | + 0 s           |

| \| Clasificación general \| Clasificación general \| Clasificación general \| Clasificación general \| Clasificación general \| \| Ciclista \| Ciclista \| Equipo \| Tiempo \| \| \| --------------------- \| --------------------- \| ------------------------- \| --------------------- \| --------------------- \| \| 1.º \| Arnaud De Lie \| Lotto Dstny \| 8 h 48 min 28 s \| \| \| 2.º \| Magnus Cort \| Uno-X Mobility \| + 5 s \| \| \| 3.º \| Anders Foldager \| Dinamarca \| + 27 s \| \| \| 4.º \| Søren Kragh Andersen \| Alpecin-Deceuninck \| + 33 s \| \| \| 5.º \| Jenno Berckmoes \| Lotto Dstny \| + 41 s \| \| \| 6.º \| Frank van den Broek \| Team dsm-firmenich PostNL \| + 43 s \| \| \| 7.º \| Michael Gogl \| Alpecin-Deceuninck \| + 51 s \| \| \| 8.º \| Matteo Trentin \| Tudor Pro Cycling Team \| + 1 min 03 s \| \| \| 9.º \| Sean Flynn \| Team dsm-firmenich PostNL \| + 1 min 06 s \| \| \| 10.º \| Andreas Leknessund \| Uno-X Mobility \| + 1 min 20 s \| \| |                      |                           |                 |
| |                      |                           |                 |
| Fuentes: ProCyclingStats Cycling Quotient |                      |                           |                 |
| Clasificación general |                      |                           |                 |
| Ciclista | Ciclista             | Equipo                    | Tiempo          |
| 1.º | Arnaud De Lie        | Lotto Dstny               | 8 h 48 min 28 s |
| 2.º | Magnus Cort          | Uno-X Mobility            | + 5 s           |
| 3.º | Anders Foldager      | Dinamarca                 | + 27 s          |
| 4.º | Søren Kragh Andersen | Alpecin-Deceuninck        | + 33 s          |
| 5.º | Jenno Berckmoes      | Lotto Dstny               | + 41 s          |
| 6.º | Frank van den Broek  | Team dsm-firmenich PostNL | + 43 s          |
| 7.º | Michael Gogl         | Alpecin-Deceuninck        | + 51 s          |
| 8.º | Matteo Trentin       | Tudor Pro Cycling Team    | + 1 min 03 s    |
| 9.º | Sean Flynn           | Team dsm-firmenich PostNL | + 1 min 06 s    |
| 10.º | Andreas Leknessund   | Uno-X Mobility            | + 1 min 20 s    |

### 4.ª etapa
| Store Heddinge - Holbæk | etapa llana | (177,7 km) |

| \| Clasificación de la etapa \| Clasificación de la etapa \| Clasificación de la etapa \| Clasificación de la etapa \| Clasificación de la etapa \| \| Ciclista \| Ciclista \| Equipo \| Tiempo \| \| \| ------------------------- \| ------------------------- \| ----------------------------- \| ------------------------- \| ------------------------- \| \| 1.º \| Jelte Krijnsen \| Q36.5 Pro Cycling Team \| 3 h 49 min 05 s \| \| \| 2.º \| Anton Stensby \| Team Coop-Repsol \| + 17 s \| \| \| 3.º \| Tobias Lund Andresen \| Team dsm-firmenich PostNL \| + 23 s \| \| \| 4.º \| Arvid de Kleijn \| Tudor Pro Cycling Team \| + 23 s \| \| \| 5.º \| Arnaud De Lie \| Lotto Dstny \| + 23 s \| \| \| 6.º \| Nils Eekhoff \| Team dsm-firmenich PostNL \| + 23 s \| \| \| 7.º \| Giacomo Nizzolo \| Q36.5 Pro Cycling Team \| + 23 s \| \| \| 8.º \| Luca Colnaghi \| VF Group-Bardiani CSF-Faizanè \| + 23 s \| \| \| 9.º \| Rui Oliveira \| UAE Team Emirates \| + 23 s \| \| \| 10.º \| Tim Torn Teutenberg \| Lidl-Trek Future Racing \| + 23 s \| \| |                      |                               |                 |
| |                      |                               |                 |
| Fuentes: ProCyclingStats Cycling Quotient |                      |                               |                 |
| Clasificación de la etapa |                      |                               |                 |
| Ciclista | Ciclista             | Equipo                        | Tiempo          |
| 1.º | Jelte Krijnsen       | Q36.5 Pro Cycling Team        | 3 h 49 min 05 s |
| 2.º | Anton Stensby        | Team Coop-Repsol              | + 17 s          |
| 3.º | Tobias Lund Andresen | Team dsm-firmenich PostNL     | + 23 s          |
| 4.º | Arvid de Kleijn      | Tudor Pro Cycling Team        | + 23 s          |
| 5.º | Arnaud De Lie        | Lotto Dstny                   | + 23 s          |
| 6.º | Nils Eekhoff         | Team dsm-firmenich PostNL     | + 23 s          |
| 7.º | Giacomo Nizzolo      | Q36.5 Pro Cycling Team        | + 23 s          |
| 8.º | Luca Colnaghi        | VF Group-Bardiani CSF-Faizanè | + 23 s          |
| 9.º | Rui Oliveira         | UAE Team Emirates             | + 23 s          |
| 10.º | Tim Torn Teutenberg  | Lidl-Trek Future Racing       | + 23 s          |

| \| Clasificación general \| Clasificación general \| Clasificación general \| Clasificación general \| Clasificación general \| \| Ciclista \| Ciclista \| Equipo \| Tiempo \| \| \| --------------------- \| --------------------- \| ------------------------- \| --------------------- \| --------------------- \| \| 1.º \| Arnaud De Lie \| Lotto Dstny \| 12 h 37 min 56 s \| \| \| 2.º \| Magnus Cort \| Uno-X Mobility \| + 5 s \| \| \| 3.º \| Anders Foldager \| Dinamarca \| + 27 s \| \| \| 4.º \| Søren Kragh Andersen \| Alpecin-Deceuninck \| + 33 s \| \| \| 5.º \| Jenno Berckmoes \| Lotto Dstny \| + 41 s \| \| \| 6.º \| Michael Gogl \| Alpecin-Deceuninck \| + 51 s \| \| \| 7.º \| Frank van den Broek \| Team dsm-firmenich PostNL \| + 52 s \| \| \| 8.º \| Matteo Trentin \| Tudor Pro Cycling Team \| + 1 min 03 s \| \| \| 9.º \| Sean Flynn \| Team dsm-firmenich PostNL \| + 1 min 06 s \| \| \| 10.º \| Andreas Leknessund \| Uno-X Mobility \| + 1 min 29 s \| \| |                      |                           |                  |
| |                      |                           |                  |
| Fuentes: ProCyclingStats Cycling Quotient |                      |                           |                  |
| Clasificación general |                      |                           |                  |
| Ciclista | Ciclista             | Equipo                    | Tiempo           |
| 1.º | Arnaud De Lie        | Lotto Dstny               | 12 h 37 min 56 s |
| 2.º | Magnus Cort          | Uno-X Mobility            | + 5 s            |
| 3.º | Anders Foldager      | Dinamarca                 | + 27 s           |
| 4.º | Søren Kragh Andersen | Alpecin-Deceuninck        | + 33 s           |
| 5.º | Jenno Berckmoes      | Lotto Dstny               | + 41 s           |
| 6.º | Michael Gogl         | Alpecin-Deceuninck        | + 51 s           |
| 7.º | Frank van den Broek  | Team dsm-firmenich PostNL | + 52 s           |
| 8.º | Matteo Trentin       | Tudor Pro Cycling Team    | + 1 min 03 s     |
| 9.º | Sean Flynn           | Team dsm-firmenich PostNL | + 1 min 06 s     |
| 10.º | Andreas Leknessund   | Uno-X Mobility            | + 1 min 29 s     |

### 5.ª etapa
| Roskilde - Bagsværd | etapa llana | (157,5 km) |

| \| Clasificación de la etapa \| Clasificación de la etapa \| Clasificación de la etapa \| Clasificación de la etapa \| Clasificación de la etapa \| \| Ciclista \| Ciclista \| Equipo \| Tiempo \| \| \| ------------------------- \| ------------------------- \| ----------------------------- \| ------------------------- \| ------------------------- \| \| 1.º \| Tobias Lund Andresen \| Team dsm-firmenich PostNL \| 3 h 18 min 18 s \| \| \| 2.º \| Enrico Zanoncello \| VF Group-Bardiani CSF-Faizanè \| + 0 s \| \| \| 3.º \| Magnus Cort \| Uno-X Mobility \| + 0 s \| \| \| 4.º \| Daniel Stampe \| Airtox-Carl Ras \| + 0 s \| \| \| 5.º \| Giacomo Nizzolo \| Q36.5 Pro Cycling Team \| + 0 s \| \| \| 6.º \| Rui Oliveira \| UAE Team Emirates \| + 0 s \| \| \| 7.º \| Arvid de Kleijn \| Tudor Pro Cycling Team \| + 0 s \| \| \| 8.º \| Jenno Berckmoes \| Lotto Dstny \| + 0 s \| \| \| 9.º \| Tim Torn Teutenberg \| Lidl-Trek Future Racing \| + 0 s \| \| \| 10.º \| Nils Eekhoff \| Team dsm-firmenich PostNL \| + 0 s \| \| |                      |                               |                 |
| |                      |                               |                 |
| Fuentes: ProCyclingStats Cycling Quotient |                      |                               |                 |
| Clasificación de la etapa |                      |                               |                 |
| Ciclista | Ciclista             | Equipo                        | Tiempo          |
| 1.º | Tobias Lund Andresen | Team dsm-firmenich PostNL     | 3 h 18 min 18 s |
| 2.º | Enrico Zanoncello    | VF Group-Bardiani CSF-Faizanè | + 0 s           |
| 3.º | Magnus Cort          | Uno-X Mobility                | + 0 s           |
| 4.º | Daniel Stampe        | Airtox-Carl Ras               | + 0 s           |
| 5.º | Giacomo Nizzolo      | Q36.5 Pro Cycling Team        | + 0 s           |
| 6.º | Rui Oliveira         | UAE Team Emirates             | + 0 s           |
| 7.º | Arvid de Kleijn      | Tudor Pro Cycling Team        | + 0 s           |
| 8.º | Jenno Berckmoes      | Lotto Dstny                   | + 0 s           |
| 9.º | Tim Torn Teutenberg  | Lidl-Trek Future Racing       | + 0 s           |
| 10.º | Nils Eekhoff         | Team dsm-firmenich PostNL     | + 0 s           |

## Clasificaciones finales
- Las clasificaciones finalizaron de la siguiente forma:[5]

### Clasificación general
| \| Clasificación general \| Clasificación general \| Clasificación general \| Clasificación general \| Clasificación general \| \| Ciclista \| Ciclista \| Equipo \| Tiempo \| \| \| --------------------- \| --------------------- \| ------------------------- \| --------------------- \| --------------------- \| \| 1.º \| Arnaud De Lie \| Lotto Dstny \| 18 h 56 min 14 s \| \| \| 2.º \| Magnus Cort \| Uno-X Mobility \| + 1 s \| \| \| 3.º \| Anders Foldager \| Dinamarca \| + 27 s \| \| \| 4.º \| Søren Kragh Andersen \| Alpecin-Deceuninck \| + 33 s \| \| \| 5.º \| Jenno Berckmoes \| Lotto Dstny \| + 41 s \| \| \| 6.º \| Michael Gogl \| Alpecin-Deceuninck \| + 51 s \| \| \| 7.º \| Frank van den Broek \| Team dsm-firmenich PostNL \| + 52 s \| \| \| 8.º \| Matteo Trentin \| Tudor Pro Cycling Team \| + 1 min 03 s \| \| \| 9.º \| Sean Flynn \| Team dsm-firmenich PostNL \| + 1 min 06 s \| \| \| 10.º \| Andreas Leknessund \| Uno-X Mobility \| + 1 min 29 s \| \| |                      |                           |                  |
| |                      |                           |                  |
| Fuentes: ProCyclingStats Cycling Quotient |                      |                           |                  |
| Clasificación general |                      |                           |                  |
| Ciclista | Ciclista             | Equipo                    | Tiempo           |
| 1.º | Arnaud De Lie        | Lotto Dstny               | 18 h 56 min 14 s |
| 2.º | Magnus Cort          | Uno-X Mobility            | + 1 s            |
| 3.º | Anders Foldager      | Dinamarca                 | + 27 s           |
| 4.º | Søren Kragh Andersen | Alpecin-Deceuninck        | + 33 s           |
| 5.º | Jenno Berckmoes      | Lotto Dstny               | + 41 s           |
| 6.º | Michael Gogl         | Alpecin-Deceuninck        | + 51 s           |
| 7.º | Frank van den Broek  | Team dsm-firmenich PostNL | + 52 s           |
| 8.º | Matteo Trentin       | Tudor Pro Cycling Team    | + 1 min 03 s     |
| 9.º | Sean Flynn           | Team dsm-firmenich PostNL | + 1 min 06 s     |
| 10.º | Andreas Leknessund   | Uno-X Mobility            | + 1 min 29 s     |

### Clasificación de la montaña
| Clasificación de la montaña | Clasificación de la montaña | Clasificación de la montaña | Clasificación de la montaña | Clasificación de la montaña |
| Ciclista                    | Ciclista                    | Equipo                      | Puntos                      |                             |
| --------------------------- | --------------------------- | --------------------------- | --------------------------- | --------------------------- |
| 1.º                         | Kristian Egholm             | Lidl-Trek Future Racing     | 46 pts                      |                             |
| 2.º                         | Alexander Arnt Hansen       | Airtox-Carl Ras             | 34 pts                      |                             |
| 3.º                         | Emil Toudal                 | ColoQuick                   | 22 pts                      |                             |
| 4.º                         | Daniel Stampe               | Airtox-Carl Ras             | 20 pts                      |                             |
| 5.º                         | Sébastien Grignard          | Lotto Dstny                 | 12 pts                      |                             |
| 6.º                         | Pelle Køster                | ColoQuick                   | 12 pts                      |                             |
| 7.º                         | Konrad Czabok               | Mazowsze Serce Polski       | 12 pts                      |                             |
| 8.º                         | Jakub Kaczmarek             | Mazowsze Serce Polski       | 10 pts                      |                             |
| 9.º                         | Martin Szokody              | BHS-PL Beton Bornholm       | 10 pts                      |                             |
| 10.º                        | Arnaud De Lie               | Lotto Dstny                 | 8 pts                       |                             |

### Clasificación de los puntos
| Clasificación por puntos | Clasificación por puntos | Clasificación por puntos  | Clasificación por puntos | Clasificación por puntos |
| Ciclista                 | Ciclista                 | Equipo                    | Puntos                   |                          |
| ------------------------ | ------------------------ | ------------------------- | ------------------------ | ------------------------ |
| 1.º                      | Tobias Lund Andresen     | Team dsm-firmenich PostNL | 55 pts                   |                          |
| 2.º                      | Arnaud De Lie            | Lotto Dstny               | 40 pts                   |                          |
| 3.º                      | Magnus Cort              | Uno-X Mobility            | 35 pts                   |                          |
| 4.º                      | Jelte Krijnsen           | Q36.5 Pro Cycling Team    | 23 pts                   |                          |
| 5.º                      | Jenno Berckmoes          | Lotto Dstny               | 17 pts                   |                          |
| 6.º                      | Søren Kragh Andersen     | Alpecin-Deceuninck        | 16 pts                   |                          |
| 7.º                      | Rui Oliveira             | UAE Team Emirates         | 16 pts                   |                          |
| 8.º                      | Matteo Trentin           | Tudor Pro Cycling Team    | 15 pts                   |                          |
| 9.º                      | Arvid de Kleijn          | Tudor Pro Cycling Team    | 15 pts                   |                          |
| 10.º                     | Giacomo Nizzolo          | Q36.5 Pro Cycling Team    | 14 pts                   |                          |

### Clasificación de los jóvenes
| Clasificación del mejor joven | Clasificación del mejor joven | Clasificación del mejor joven | Clasificación del mejor joven | Clasificación del mejor joven |
| Ciclista                      | Ciclista                      | Equipo                        | Tiempo                        |                               |
| ----------------------------- | ----------------------------- | ----------------------------- | ----------------------------- | ----------------------------- |
| 1.º                           | Arnaud De Lie                 | Lotto Dstny                   | 18 h 56 min 14 s              |                               |
| 2.º                           | Matyáš Kopecký                | Team Novo Nordisk             | + 1 min 59 s                  |                               |
| 3.º                           | Tim Torn Teutenberg           | Lidl-Trek Future Racing       | + 5 min 24 s                  |                               |
| 4.º                           | Tore Troelsen                 | ColoQuick                     | + 9 min 13 s                  |                               |
| 5.º                           | Dylan Vandenstorme            | Team Flanders-Baloise         | + 10 min 20 s                 |                               |
| 6.º                           | Adam Holm Jørgensen           | Dinamarca                     | + 10 min 46 s                 |                               |
| 7.º                           | Alessandro Perracchione       | Team Novo Nordisk             | + 13 min 19 s                 |                               |
| 8.º                           | Tobias Lund Andresen          | Team dsm-firmenich PostNL     | + 15 min 12 s                 |                               |
| 9.º                           | Victor Vercouillie            | Team Flanders-Baloise         | + 17 min 54 s                 |                               |
| 10.º                          | Malte Hellerup                | Dinamarca                     | + 19 min 13 s                 |                               |

### Clasificación por equipos
| Clasificación por equipos | Clasificación por equipos | Clasificación por equipos | Clasificación por equipos |
| Equipo                    | Equipo                    | Tiempo                    |                           |
| ------------------------- | ------------------------- | ------------------------- | ------------------------- |
| 1.º                       | Team dsm-firmenich PostNL |                           |                           |

## Evolución de las clasificaciones
| Etapa                   |                          | Ganador _                 | Clasificación general | Puntos _             | Montaña         | Jóvenes _            | Combatividad         | Equipo _                  |
| ----------------------- | ------------------------ | ------------------------- | --------------------- | -------------------- | --------------- | -------------------- | -------------------- | ------------------------- |
| 1.ª etapa               | contrarreloj por equipos | Team dsm-firmenich PostNL | Tobias Lund Andresen  | Tobias Lund Andresen | Jesper Rasch    | Tobias Lund Andresen | no otorgado          | Team dsm-firmenich PostNL |
| 2.ª etapa               | etapa escarpada          | Magnus Cort               | Arnaud De Lie         | Magnus Cort          | Daniel Stampe   | Arnaud De Lie        | Jasper Dejaegher     | Team dsm-firmenich PostNL |
| 3.ª etapa               | etapa llana              | Tobias Lund Andresen      | Arnaud De Lie         | Arnaud De Lie        | Daniel Stampe   | Arnaud De Lie        | Martin Szokody       | Team dsm-firmenich PostNL |
| 4.ª etapa               | etapa llana              | Jelte Krijnsen            | Arnaud De Lie         | Tobias Lund Andresen | Kristian Egholm | Arnaud De Lie        | Pelle Køster         | Team dsm-firmenich PostNL |
| 5.ª etapa               | etapa llana              | Tobias Lund Andresen      | Arnaud De Lie         | Tobias Lund Andresen | Kristian Egholm | Arnaud De Lie        | Victor Grue Enggaard | Team dsm-firmenich PostNL |
| Clasificaciones finales | Clasificaciones finales  |                           | Arnaud De Lie         | Tobias Lund Andresen | Kristian Egholm | Arnaud De Lie        | no otorgado          | Team dsm-firmenich PostNL |

## UCI World Ranking
La Vuelta a Dinamarca otorgó puntos para el UCI World Ranking para corredores de los equipos en las categorías UCI WorldTeam, UCI ProTeam y Continental. Las siguientes tablas son el baremo de puntuación y los diez corredores que obtuvieron más puntos:
| Posición              | 1.º | 2.º | 3.º | 4.º | 5.º | 6.º | 7.º | 8.º | 9.º | 10.º | 11.º | 12.º | 13.º | 14.º | 15.º | 16.º-30.º | 31.º-40.º |
| Clasificación general | 200 | 150 | 125 | 100 | 85  | 70  | 60  | 50  | 40  | 35   | 30   | 25   | 20   | 15   | 10   | 5         | 3         |
| Por etapa             | 20  | 15  | 10  | 5   | 3   |     |     |     |     |      |      |      |      |      |      |           |           |
| Líder                 | 5   |     |     |     |     |     |     |     |     |      |      |      |      |      |      |           |           |

| Clasificación |                      |                      |         |       |       |        |
| Posición      | Ciclista             | Equipo               | General | Etapa | Líder | Total  |
| ------------- | -------------------- | -------------------- | ------- | ----- | ----- | ------ |
| 1.º           | Arnaud De Lie        | Lotto Dstny          | 200     | 34,43 | 15    | 249,43 |
| 2.º           | Magnus Cort          | Uno-X Mobility       | 150     | 40    | 10    | 190    |
| 3.º           | Anders Foldager      | Dinamarca            | 125     | 5,71  | -     | 130,71 |
| 4.º           | Søren Kragh Andersen | Alpecin-Deceuninck   | 100     | 10    | -     | 110    |
| 5.º           | Jenno Berckmoes      | Lotto Dstny          | 85      | 1,43  | -     | 86,43  |
| 6.º           | Michael Gogl         | Alpecin-Deceuninck   | 70      | 3     | -     | 73     |
| 7.º           | Frank van den Broek  | dsm-firmenich PostNL | 60      | 2,86  | -     | 62,86  |
| 8.º           | Tobias Lund Andresen | dsm-firmenich PostNL | -       | 52,86 | 5     | 57,86  |
| 9.º           | Matteo Trentin       | Tudor                | 50      | 5     | -     | 55     |
| 10.º          | Sean Flynn           | dsm-firmenich PostNL | 40      | 2,86  | -     | 42,86  |